# Bokermannohyla feioi
A Bokermannohyla feioi a kétéltűek (Amphibia) osztályának békák (Anura) rendjébe és a levelibéka-félék (Hylidae) családjába tartozó faj. A faj korábban a Hyla nemzetségbe tartozott, egy nemrégen történt felülvizsgálat eredményeképpen került át a Bokermannohyla nembe.

## Előfordulása
A faj Brazília endemikus faja. Természetes élőhelye a szubtrópusi vagy trópusi nedves hegyvidéki erdők és folyók. Egyedei gyakran láthatók a folyók mentén a galériaerdők fáinak ágain a talajszinttől 20–200 cm magasságban.